# Daniel Constantin Florea
Daniel Constantin Florea (sinh ngày 17 tháng 4 năm 1988, Constanţa) là một cầu thủ bóng đá người România thi đấu ở vị trí tiền đạo cho Chindia Târgoviște.

## Danh hiệu
Astra Giurgiu
- Liga I (1): 2015–16
- Siêu cúp bóng đá România (1): 2016